# معادلة بيل

معادلة بيل عند (n=2) وستة حلول صحيحة.

معادلة بيل، التي تسمى أيضًا معادلة بيل-فيرما، هي أي معادلة ديفونتية للصيغة
{\displaystyle x^{2}-ny^{2}=1}
حيث n هو عدد صحيح موجب غير مربع كامل ويتم البحث عن حلول عدد صحيح لx وy. في الإحداثيات الديكارتية، يكون للمعادلة شكل القطع الزائد؛ تحدث الحلول أينما يمر المنحنى عبر نقطة يكون كل من إحداثياها x وy عددًا صحيحًا، مثل الحل البسيط مع x = 1 وy = 0. أثبت جوزيف لويس لاجرانج أنه طالما أن n ليست مربعًا كاملاً، فإن معادلة بيل لها عدد لا نهائي من الحلول الصحيحة المميزة. يمكن استخدام هذه الحلول لتقريب الجذر التربيعي لn بدقة من خلال الأعداد الكسرية للصيغة x/y.
تمت دراسة هذه المعادلة لأول مرة على نطاق واسع في الهند بدءًا من براهماغوبتا، الذي وجد حلًا صحيحًا لـ{\displaystyle 92x^{2}+1=y^{2}} في كتابه السندهند حوالي 628. وجد كل من بهاسكارا الثاني في القرن الثاني عشر ونارايانا بانديت في القرن الرابع عشر حلولًا عامة لمعادلة بيل وغيرها من المعادلات التربيعية غير المحددة. يُنسب إلى بهاسكارا الثاني بشكل عام تطوير طريقة شاكرافالا، بناءً على عمل جاياديفا وبراهماغوبتا. كانت الحلول لأمثلة محددة من معادلة بيل، مثل أرقام بيل الناشئة عن المعادلة عند n = 2، معروفة منذ وقت أطول بكثير، منذ زمن فيثاغورس في اليونان وتاريخ مماثل في الهند. نشأ اسم معادلة بيل من ليونهارت أويلر الذي عزا خطأ حل اللورد برونكر للمعادلة إلى جون بيل.